# Imset
| i | im · z | ti | i |

| i | im · z | ti | i |

Imset – bóg egipski, jeden z synów Horusa, czczony już w Starym Państwie, a od czasów Nowego Państwa przedstawiany w postaci mężczyzny. Sprawował opiekę nad zmarłymi. Kanopa z Imsetem chroniła wątrobę zmumifikowanego człowieka. Ośrodek kultu znajdował się w Buto. 